# الوحدة الجوية للأمن الوطني (الجزائر)

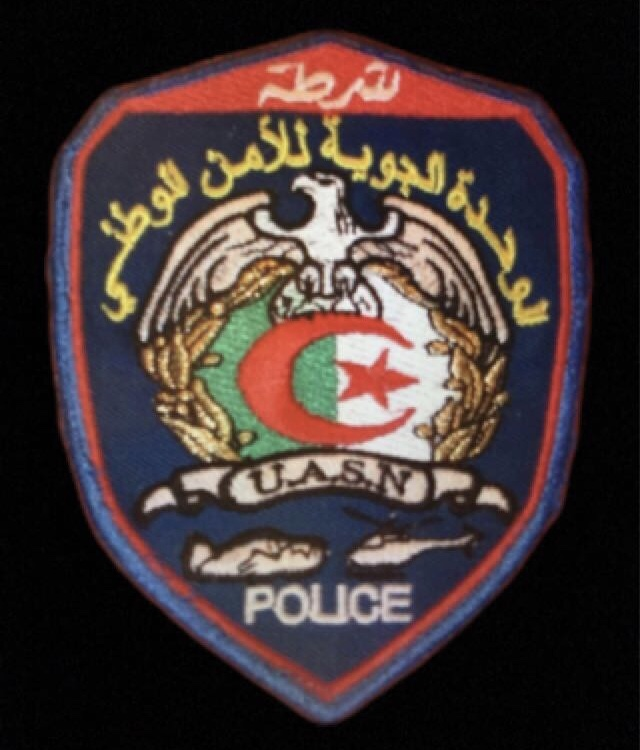
الشعار

الوحدة الجوية للأمن الوطني هي الوحدة المسؤولة في الأمن الوطني الجزائري أساساً على تنظيم حركة المرور والإشراف عليها والبحث عن المركبات والأشخاص المشبوهين بالتنسيق مع المصالح المعنية وإشراك الوسائل التكنولوجية البرية والجوية، من أجل جعل تدخل الشرطة أسرع وأكثر فعالية. هذه الصلاحيات تتوسع أيضا إلى التغطية الجوية للمظاهرات والأحداث الرياضية.